# Río Thouet
El río Thouet es un río del oeste de Francia, uno de los últimos afluentes de la margen izquierda del Loira que administrativamente discurre por los dos departamentos de Maine-et-Loire et Deux-Sèvres (regiones de Pays de la Loire y de Nueva Aquitania, respectivamente).
Tiene una longitud de 142 km, drena una pequeña cuenca de 3396 km² —parte también del departamento de Vienne— y tiene un caudal medio de 19 m³/s. Pasa por las pequeñas ciudades de Secondigny (1835 hab. en 2015), Azay-sur-Thouet  (1155 hab.), Parthenay (9225 hab.), Châtillon-sur-Thouet (2701 hab.), Saint-Loup-Lamairé (970 hab.), Airvault (3003 hab.), Thouars (9225 hab.), Saint-Martin-de-Sanzay (1059 hab.) —todas en Deux-Sèvres—, Montreuil-Bellay (3999 hab.), Chacé (1409 hab.) y Saumur (27 486 hab.) —en Maine-et-Loire.
En su tramo final, el Thouet se adentra en el Parc naturel régional Loire-Anjou-Touraine.

## Etimología
El nombre «Thouet» se origina a partir de un hidrónimo galo sobre el que los especialistas no han llegado a un acuerdo. Según algunos de ellos, se trata de la palabra tava que significa tranquilo, seguida del sufijo «-Aris» donde se encuentra la raíz hidronímica «Ar»; para otros se trataría de toaro cuyo significado permanece oscuro. Este topónimo también se encuentra en los nombres de Thouars y del Thouaret, uno de los afluentes del río. Antes de que se fijara la palabra Thouet en el siglo XVII, el río se llamaba Fluvius Toarum en el siglo IX, Fluvius Touverii alrededor del año 1000, luego Thoer en varios textos del siglo XIV o incluso Thoué en 1567.

## Geografía

### El curso del Thouet

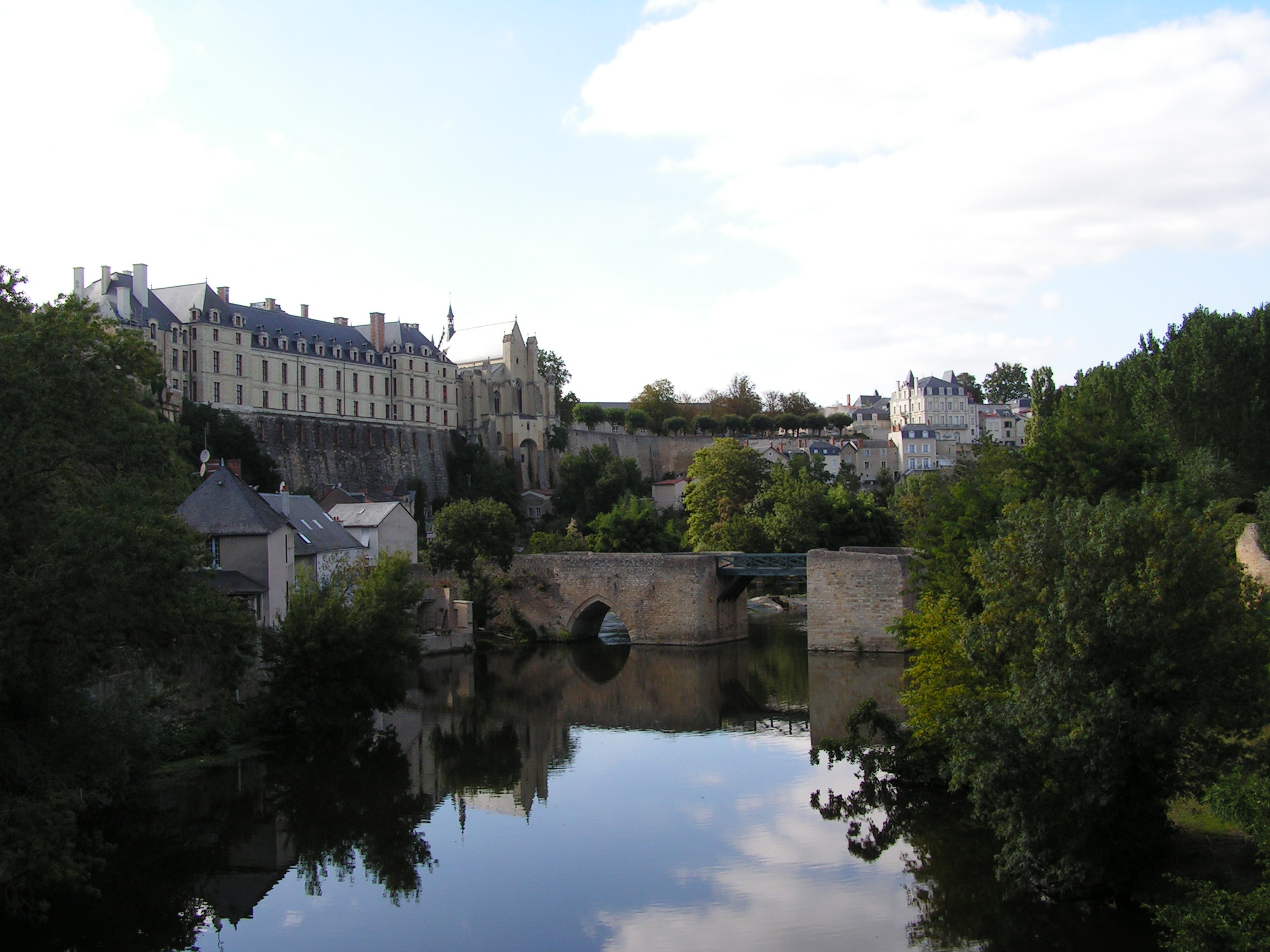
Castillo de los duques de La Trémoille y su capilla sobrevolando sobre el Thouet y el puente de los Chouans en Thouars.

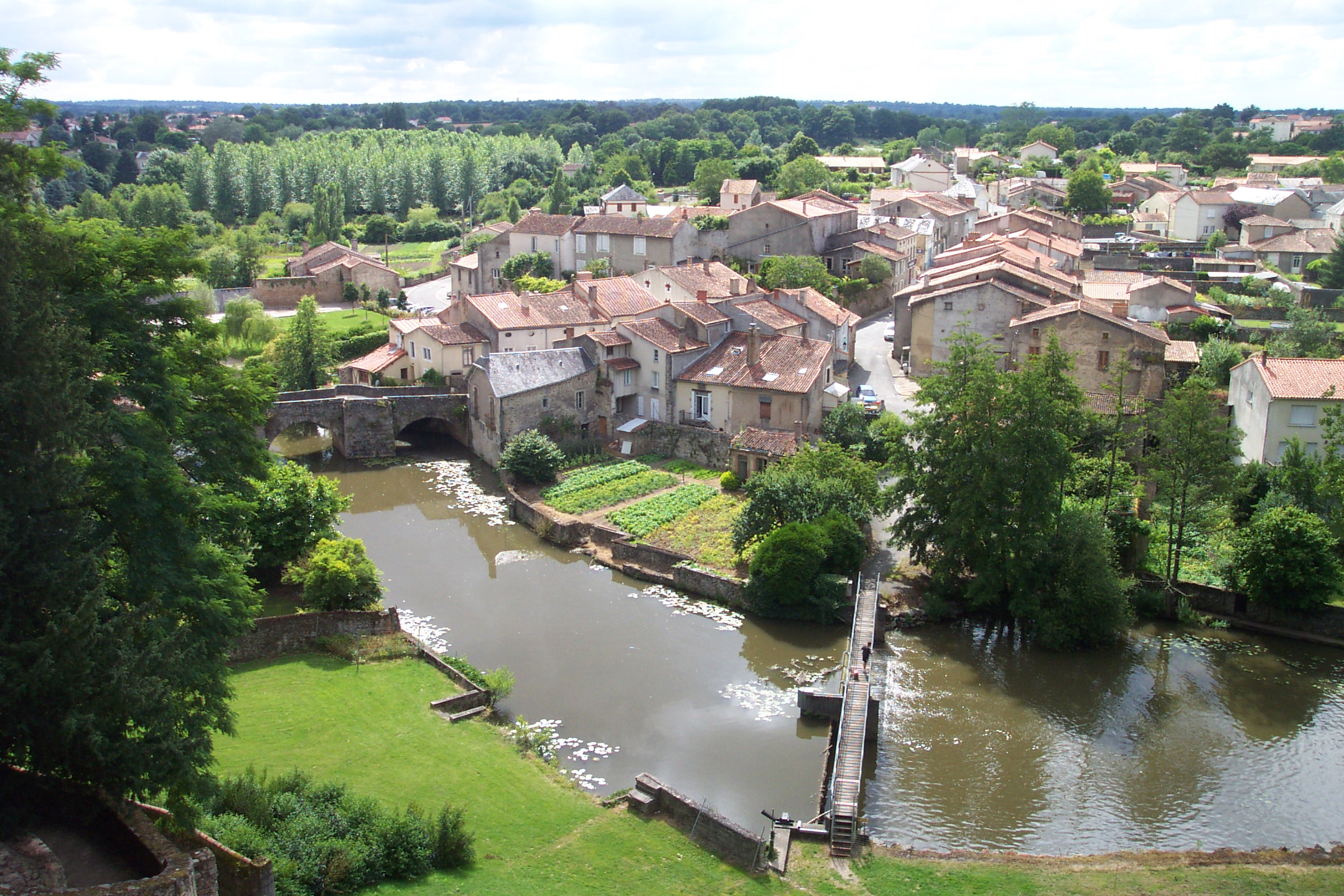
El Thouet en Parthenay

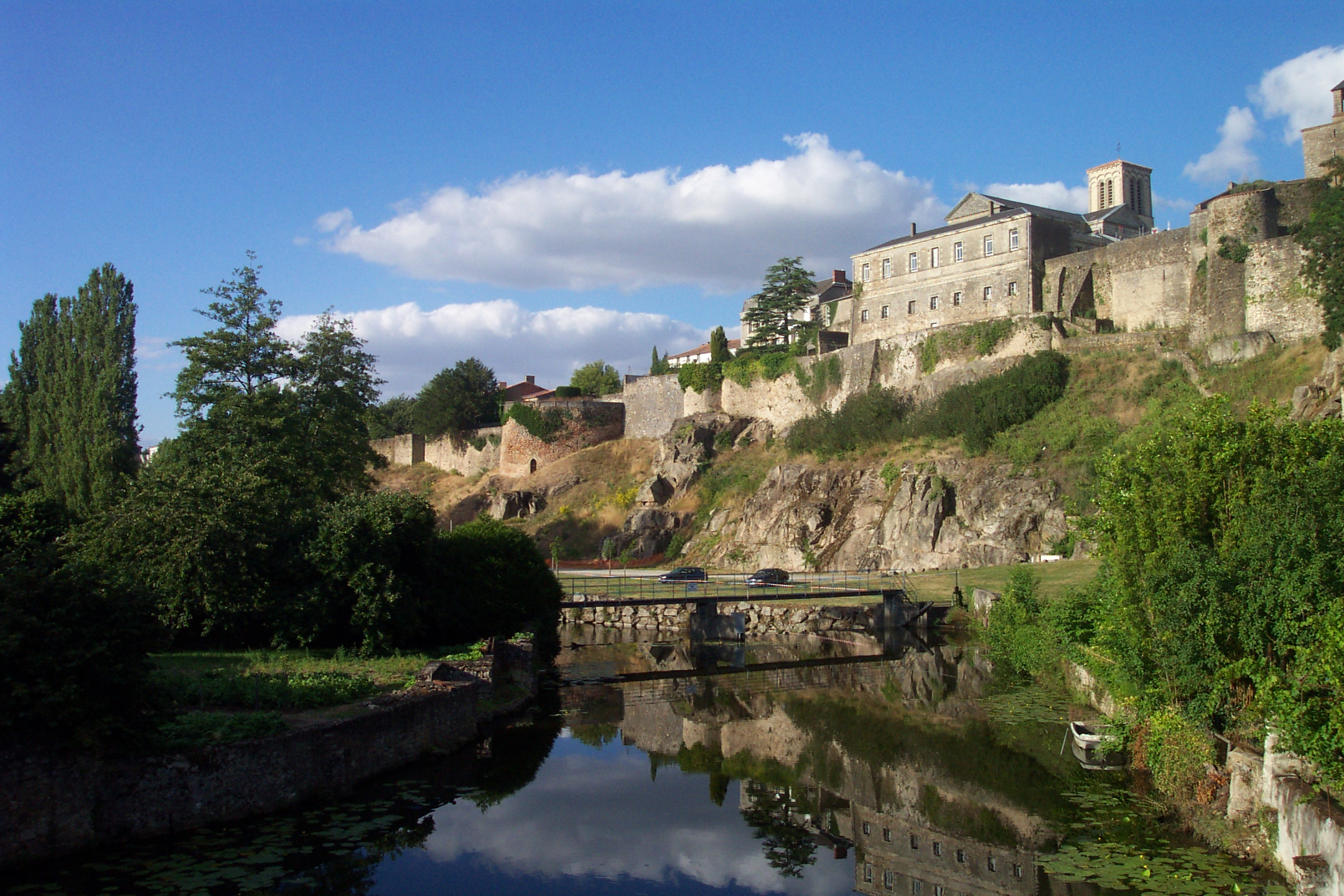
Ciudadela de Parthenay desde el puente de Saint-Paul

De una longitud de 142 km, el Thouet nace en la Gâtine —«terreno inculto, deshabitado»— poitevina, última cambio meridional, con el Bocage vendéano, del macizo armoricano, a 225 m de altitud. Su fuente, situada al oeste del departamento de Deux-Sevres, cerca de la granja de la Pointerie en el territorio de la comuna de Le Beugnon, próxima a Secondigny, está cerca de la fuente del Sèvre Nantaise. El río atraviesa dos entidades geológicas muy diferentes que explican los muchos aspectos que presenta su curso:
- al sur y al oeste, el macizo armoricano de tierras graníticas de la era primaria, constituido por rocas eruptivas y metamórficas. Estos suelos de baja permeabilidad no pueden dar lugar a nacimientos de acuíferos de importancia, pero constituyen áreas de escorrentía de las precipitaciones;[5]
- al norte y al este, la cuenca de París con una cobertura sedimentaria de origen marino formada de capas de caliza jurásica del Aaleniense superior al Calloviano. La naturaleza de las rocas aquí permite la formación de un acuífero cuyas reservas de agua aseguran un sostenido caudal de estiaje.[5]

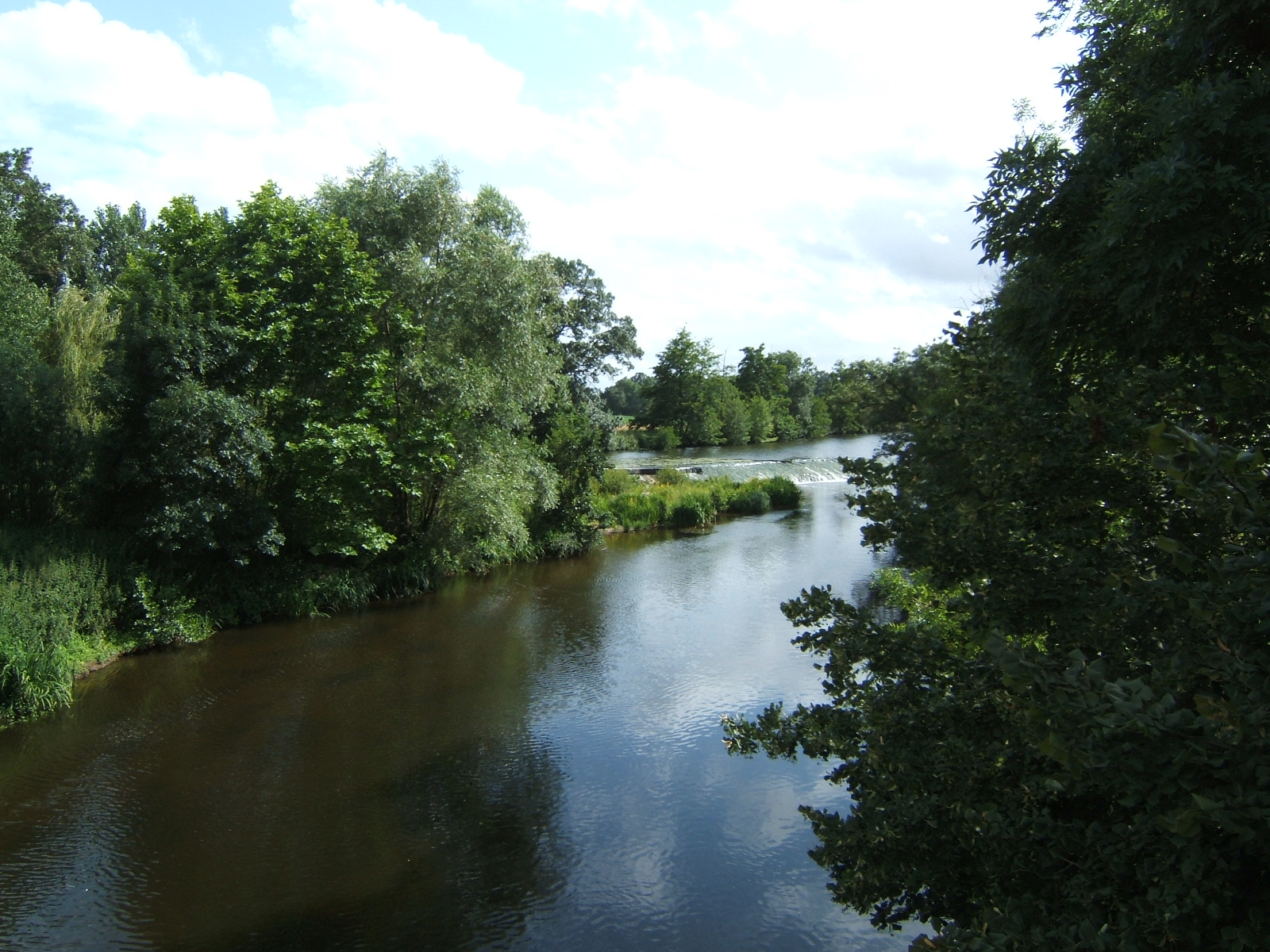
El Thouet después del puente de Taizon

En la primera parte de su curso, el río primero sigue una dirección sudoeste/noreste hasta aguas abajo de Parthenay, donde recibe sus primeros afluentes notables: el Palais y el Viette. El Thouet fluye entonces en un valle poco encajado según una traza caracterizada por los pequeños meandros cuya existencia está ligada al bajo caudal del arroyo. De Parthenay a Saint-Loup-Lamairé, donde recibe las aguas del Cébron, el curso del río se inclina gradualmente hacia el norte, en dirección aproximadamente constante, con la excepción de una pequeña desviación entre Thouars, Taizon y Montreuil-Bellay, hasta su reunión con el Loira. El Thouet comienza a encajarse unos 25 m en los granitoides hercinianos, pero este material, que resiste bien la erosión de una corriente en sus orillas, impide que el río ensanche su lecho estrecho. Las laderas del valle tienen pendientes de moderadas a empinadas y forman de manera irregular escarpes caracterizados por rellanos estrechos.
Desde Saint-Loup-Lamairé hasta Thouars, penetrando en los terrenos calizos del Jurásico Inferior y Medio, el Thouet fluye en un valle abierto y profundo de una cincuentena de metros. Alterna secciones rectilíneas y secciones serpenteantes; unos pocos kilómetros aguas arriba de Thouars, uno de esos meandros, amplio y profundo, forma el circo natural de Missé ofreciendo un entorno abrupto y boscoso y bastante inusual en el oeste de Francia. Desde Thouars hasta Saint-Hilaire-Saint-Florent, lugar de su confluencia con el Loira, el Thouet fluye ahora sobre los depósitos del Cenomaniense terraplenados por aluviones cuaternarios. Su valle, corresponde a una depresión de 1 a 2 km de ancho, no está marcado, no encajándose más que dos veces: en Montreuil-Bellay y en su última carrera entre Varrains y su confluencia con el Loira (donde se encuentran verdaderos acantilados formados de cretas y calizas creto-arcillosas o tuffeau). El río describe algunas sinuosidades pero que no tienen la extensión de los meandros encontrados río arriba.

### Hidrografía

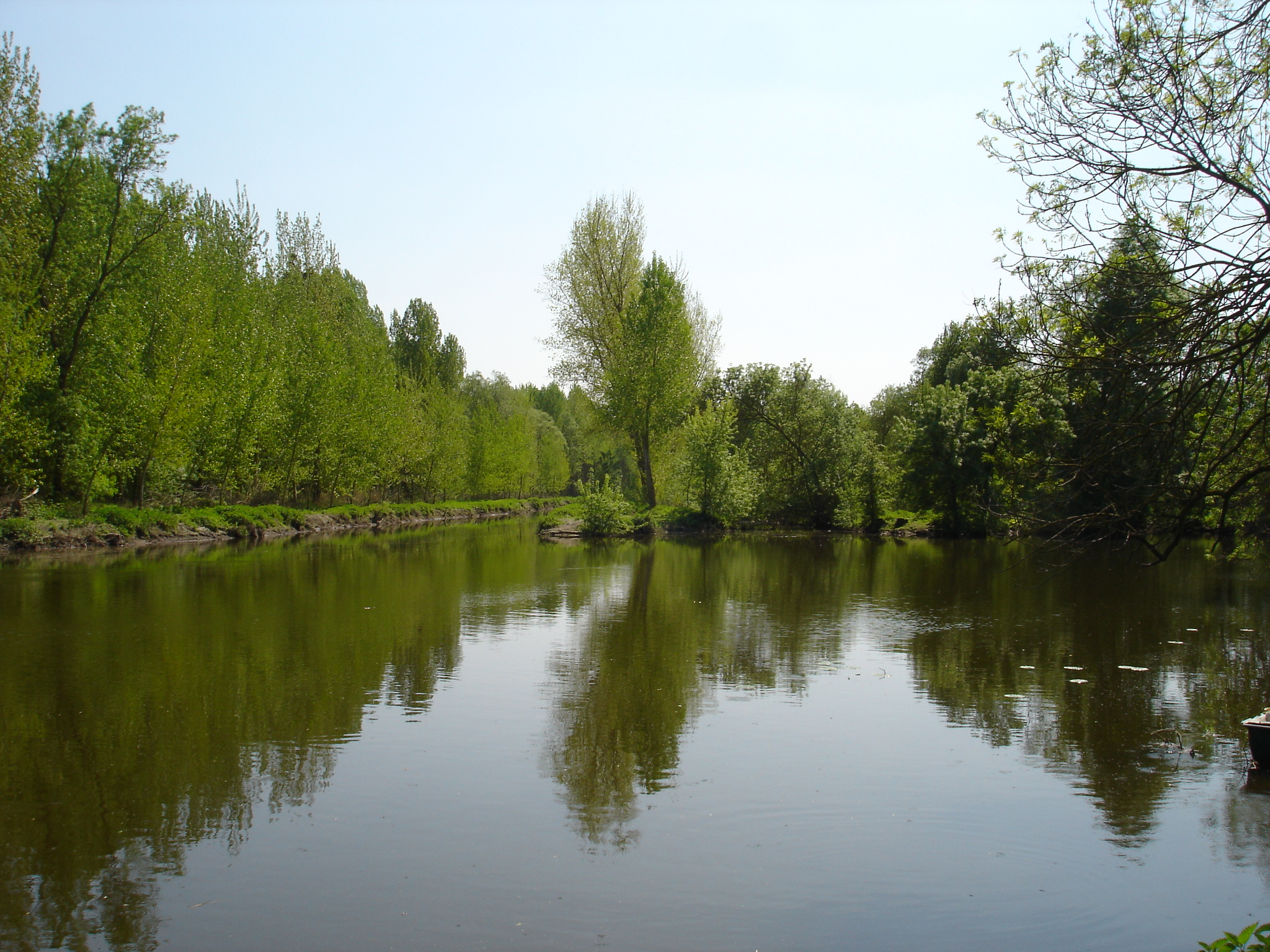
La confluencia del Thouet y del Dive canalizado (izquierda) en Saint-Just-sur-Dive.

La cuenca hidrográfica del Thouet comprende una superficie total de 3396 km², desigualmente distribuida en tres departamentos: el norte de Deux-Sèvres, el noroeste de Vienne y el sudeste de Maine y Loira. Presenta una forma irregular cuya altitud media disminuye progresivamente desde el sudoeste al noreste, desde la fuente hasta la desembocadura del río, que tiene una pendiente media de 2,5 ‰. Contrariamente a otros ríos, el Thouet no tiene una cuenca estructurada, sus diversos afluentes ofrecen una organización irregular, ya que el sustrato, muy heterogéneo, no ha contribuido a la homogeneidad de la red hidrográfica. Esta última tiene la particularidad de ser mucho más densa en la margen izquierda donde se originaron muchos afluentes en el Gâtine poitevina que en la margen derecha, donde los únicos afluentes significativos (especialmente el Dive) vienen a alimentar el río en la última parte de su curso.
A diferencia de muchos ríos franceses que tienen organismos de gestión de las cuencas hidrográficas y un plan de manejo y gestión del agua ( Schéma d'aménagement et de gestion des eaux, o SAGE), el Thouet y sus afluentes no tienen una institución única y sus aguas están gestionadas por varios sindicatos cuya colaboración deja mucho que desear, evitando cualquier acción concertada. Por lo tanto, es difícil proporcionar datos precisos sobre la cuenca, excepto en términos puramente geográficos. Limitado por cuatro ciudades que forman un cuadrilátero (Saumur en el norte, Parthenay en el sur, Bressuire en el oeste y Loudun en el este), esta cuenca tiene alrededor de 200 000 habitantes. Sigue siendo predominantemente rural, con una oposición entre la zona bocagère occidental y meridional caracterizada por un hábitat disperso, y la zona de campagne de campos abiertos al norte y al este, de hábitat agrupado. Las ciudades son raras y pequeñas (salvo Saumur, con cerca de 30 000 hab.,aunque es principalmente una ciudad del Loira): Bressuire (18 000 hab.), Thouars (10 700 hab.), Parthenay (10 500 hab.), Loudun (7700 hab.), Doué-la-Fontaine (7500 hab.), Montreuil-Bellay (4100 hab.).
Los principales afluentes del Thouet (en dirección aguas abajo) son:
- el Viette (16 km) en Parthenay (margen derecha);
- el Palais (24 km) en Parthenay (margen izquierda);
- el Cébron (29 km) en Saint-Loup-Lamairé (margen izquierda);
- el Thouaret (52 km) en Taizé-Maulais (margen izquierda);
- el Argenton (71 km) en Saint-Martin-de-Sanzay (margen izquierda);
- el Losse (17 km) en Montreuil-Bellay (margen derecha);
- el Dive (75 km) en Saint-Just-sur-Dive (margen derecha).

Algunos puentes sobre el Thouet
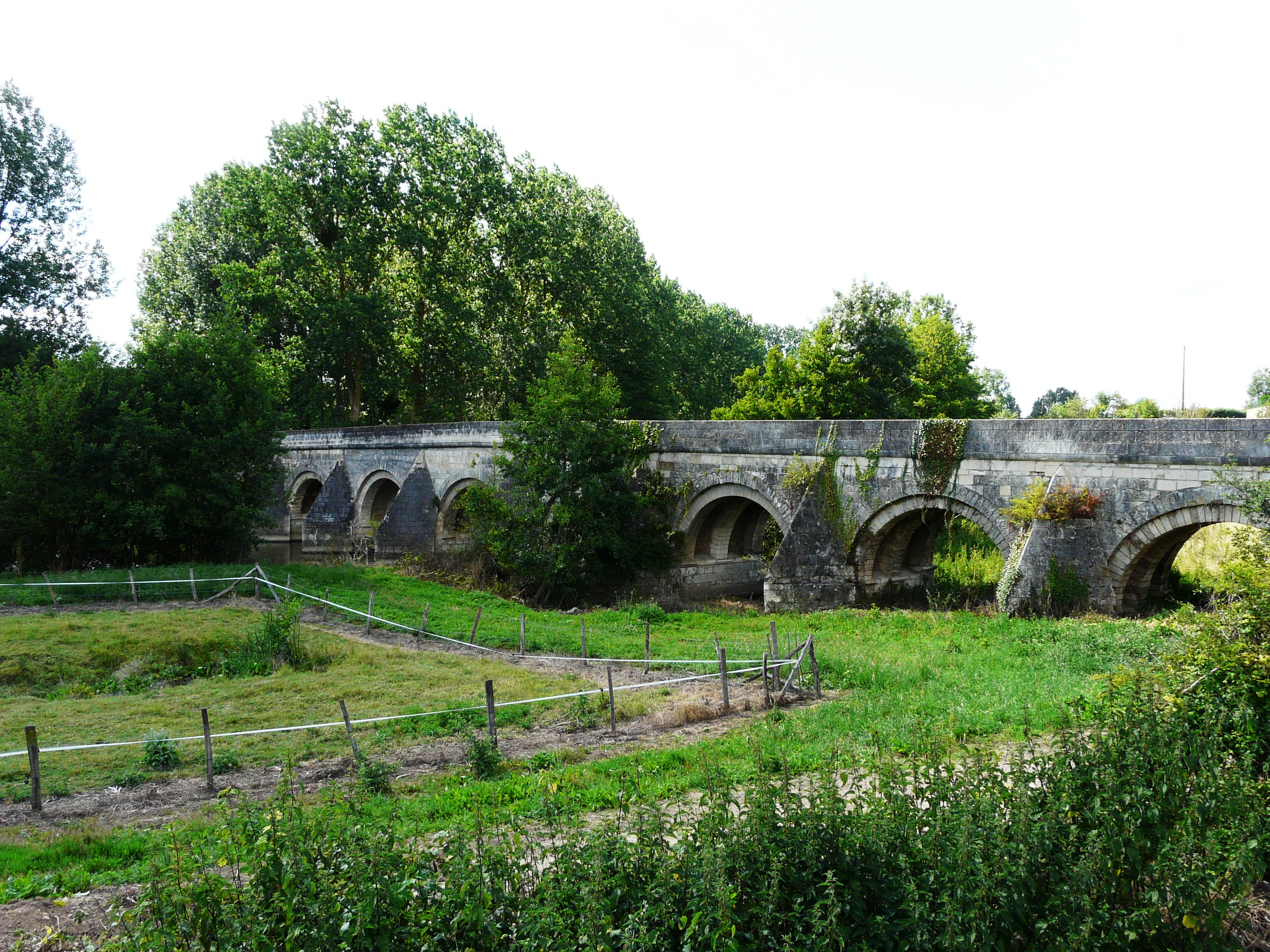
Puente Vernay de Airvault
- Puente ferroviario en Saint-Loup-sur-Thouet
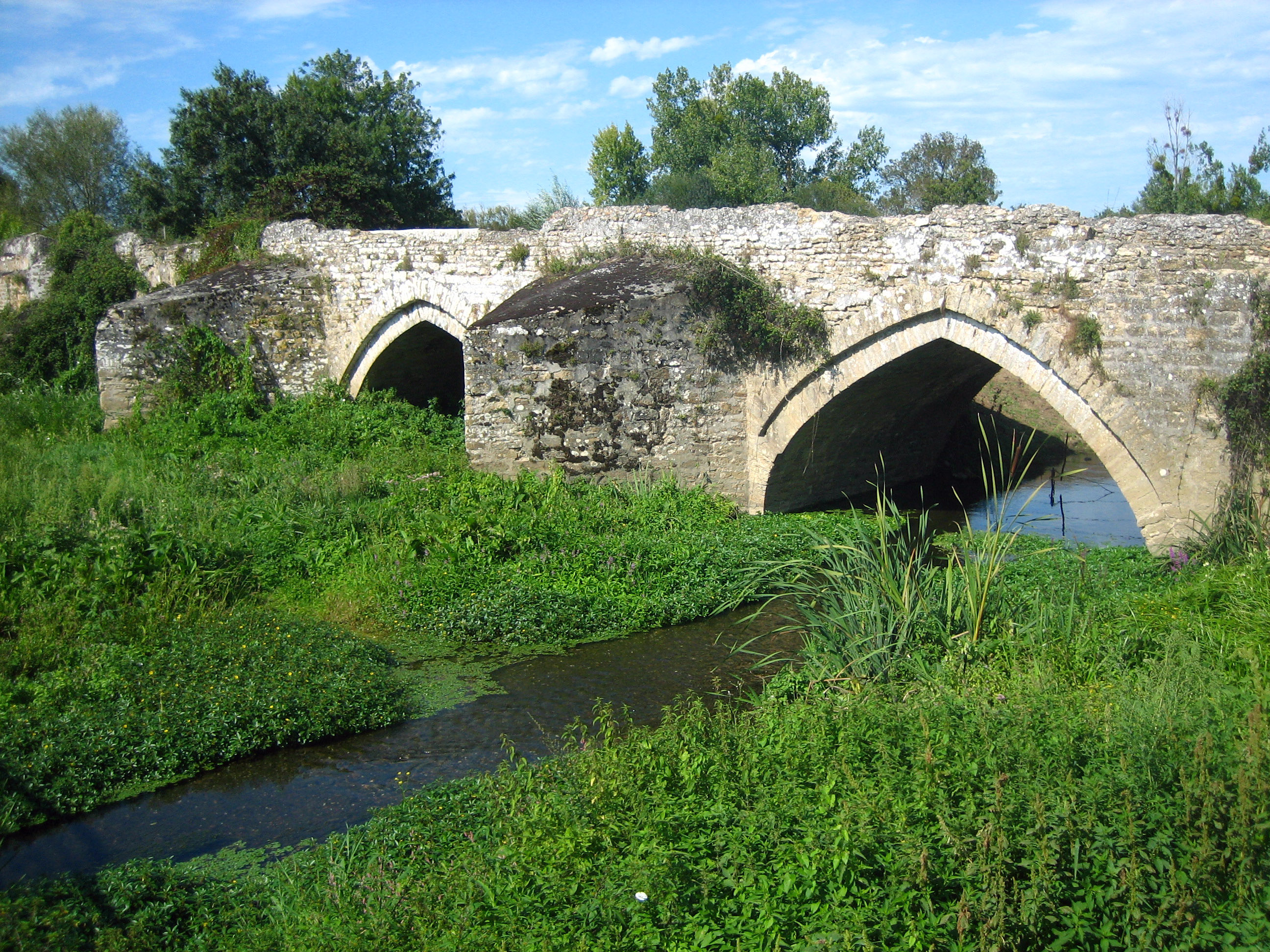
Puente de la puerta de Saint-Jacques, en Parthenay
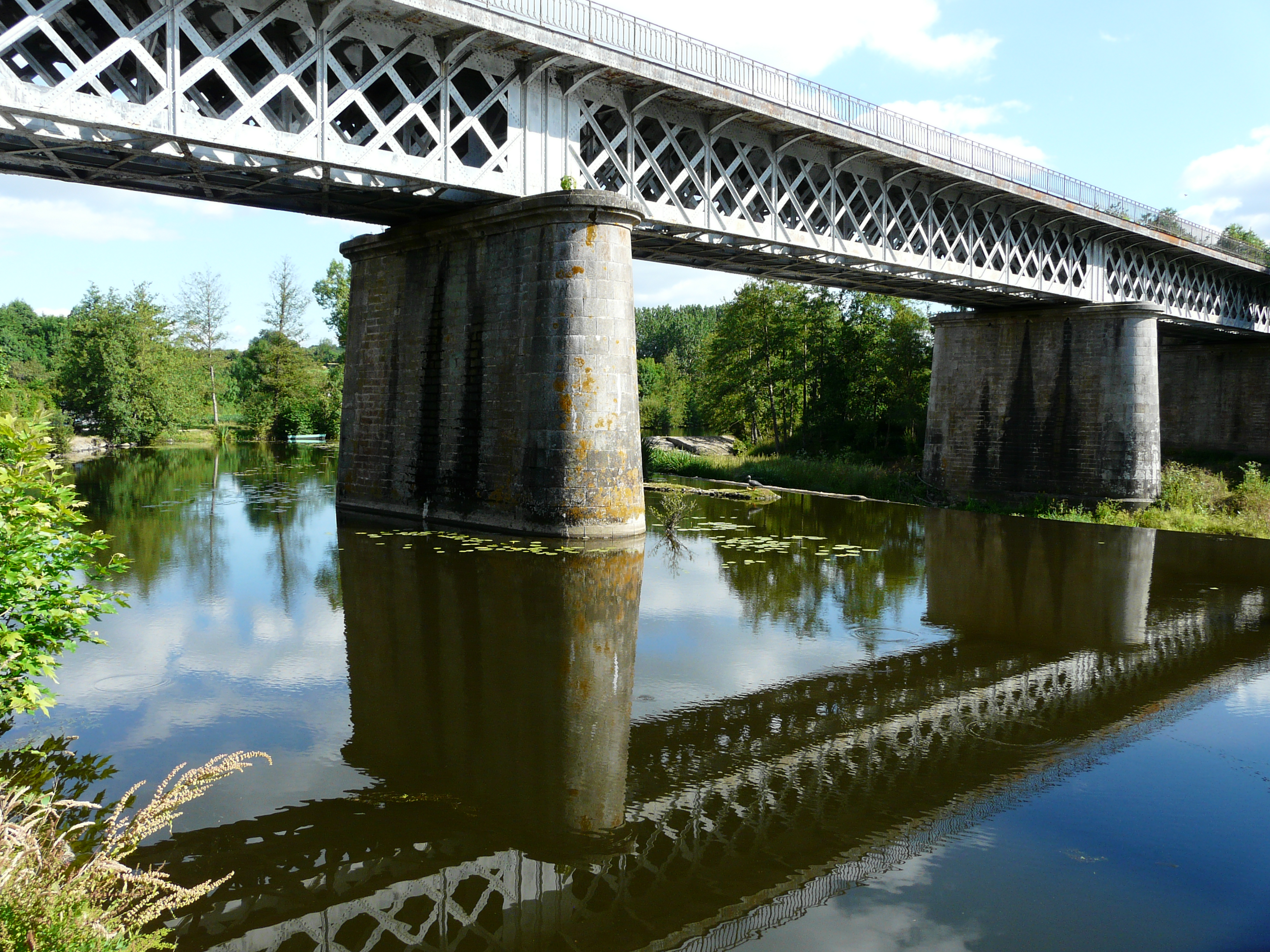
Puente ferroviario en Saint-Loup-sur-Thouet
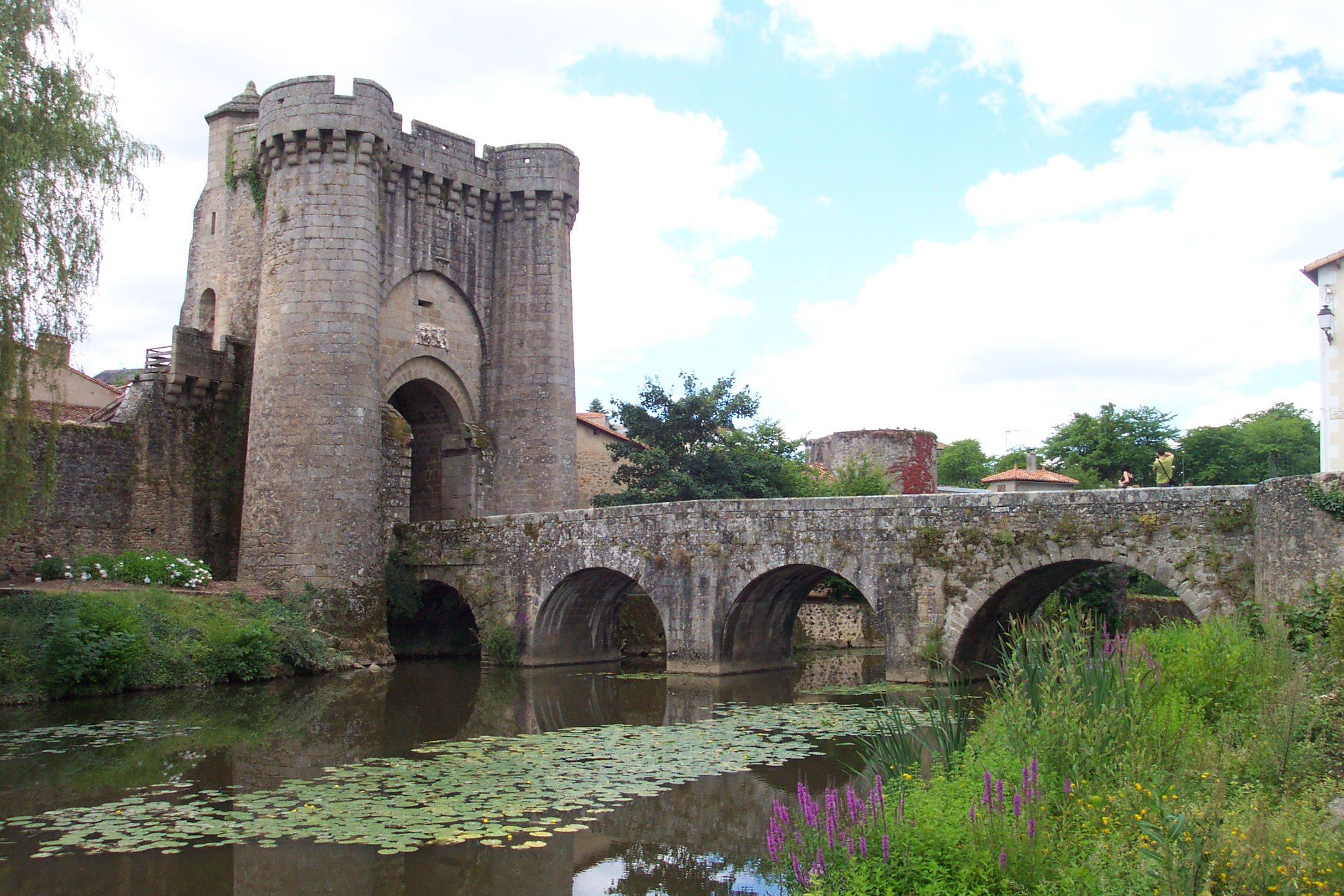
Puente de la puerta de Saint-Jacques, en Parthenay
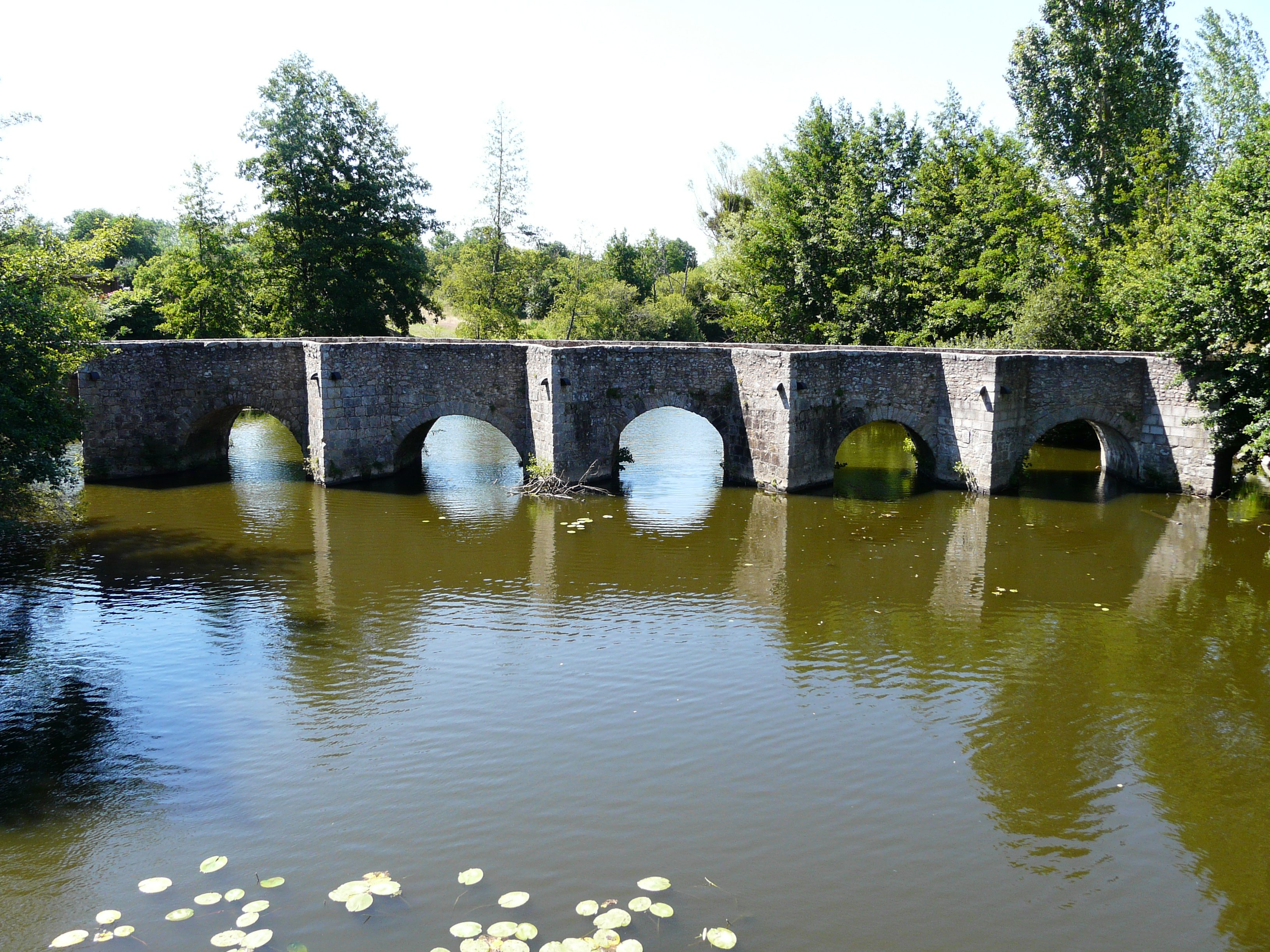
Puente romano en Gourgé

### Hidrología
El régimen fluvial del Thouet, por la naturaleza de los terrenos de su cuenca hidrográfica, depende estrechamente de las precipitaciones y de las temperaturas que desempeñan un papel determinante en su caudal. Situada a solo unas pocas decenas de kilómetros de la costa atlántica, la cuenca se ve afectada por un clima oceánico caracterizado por una baja amplitud térmica; ya sea en Niort, cerca de su fuente, o en Saumur, cerca de su confluencia, la temperatura media anual es del orden de 12 °C  (con un mínimo de enero del orden de 5 °C y un máximo de julio de 20 °C). Las precipitaciones relativamente regulares, por otro lado, no presentan la misma homogeneidad, con un declive en el gradiente suroeste/noreste. Los tramos superiores del Thouet y de sus afluentes en la orilla izquierda, cerca de la Gâtine vendéenne, tienen abundantes precipitaciones anuales de alrededor de 900 mm (con un máximo de 1058 mm  en Saint-Aubin-le-Cloud). Por otro lado, la parte aguas abajo y la región drenada por el Dive hacia el este, están mucho menos regadas, la lluvia cae a 700 mm, o incluso menos en Saint-Martin-de-Mâcon (506 mm).

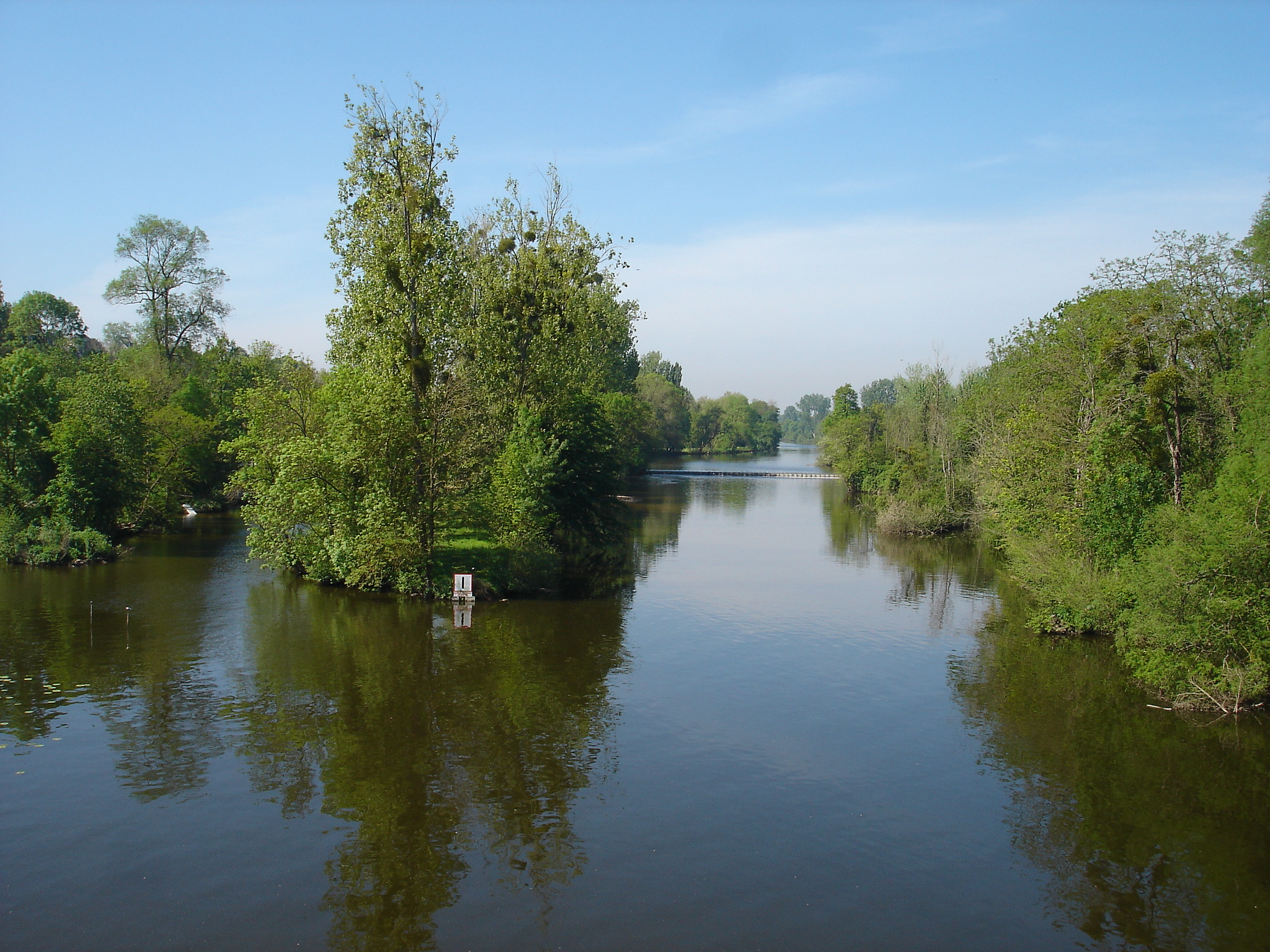
El Thouet (visto aguas arriba en Montreuil-Bellay) no siempre presenta este aspecto de un río tranquilo.

El caudal medido en la estación hidrológica del puente de Chacé, justo aguas arriba de Saumur, a pocos kilómetros de la confluencia con el Loira, tiene un promedio de 19 m³/s en el contexto de un régimen pluvial  oceánico. Este caudal tiene variaciones anuales muy fuertes con un período concentrado de aguas altas en invierno (respectivamente 41,7 m³/s en enero, 49,7 m³/s en febrero y 32,2 m³/s en marzo) y aguas bajas especialmente pronunciadas durante el período estival: 3,99 m³/s  en julio, 2,98 m³/s en agosto, 3,07 m³/s en septiembre. El coeficiente de exceso (relación entre el caudal mensual más bajo y el más alto) es muy alto, alrededor de 16.68. Se explica por la naturaleza de las rocas que favorece un caudal brutal e inmediato de precipitaciones combinado con la evapotranspiración más fuerte en verano que durante el invierno. Este tipo de régimen puede conducir a un aumento rápido del agua en caso de lluvias abundantes y, por lo tanto, al riesgo de crecidas durante los 7 meses del año (desde finales de octubre hasta el mes de mayo). Los largos períodos lluviosos saturan por completo los suelos de la cuenca hidrográfica y toman la forma de lentas crecidas de llanura. El río sale de su cauce menor y sus aguas invaden su lecho principal; estos desbordamientos son lentos, poco peligrosos porque las poblaciones amenazadas pueden prevenirse, aunque causan daños importantes como fue el caso en enero de 1998 o en diciembre de 1999. En 1911, sin embargo, una crecida del Thouet tuvo consecuencias dramáticas. El 23 de noviembre, las aguas tumultuosas del río llevaron la única pilona del puente metálico del ferrocarril Angers - Poitiers a un kilómetro de la estación de Montreuil-Bellay  mientras un convoy atravesaba la estructura. La máquina y tres vagones de pasajeros cayeron al agua y, a pesar de la diligencia de los rescatadores, ese desastre ferroviario se cobró 16 vidas.

## La navegación en el Thouet

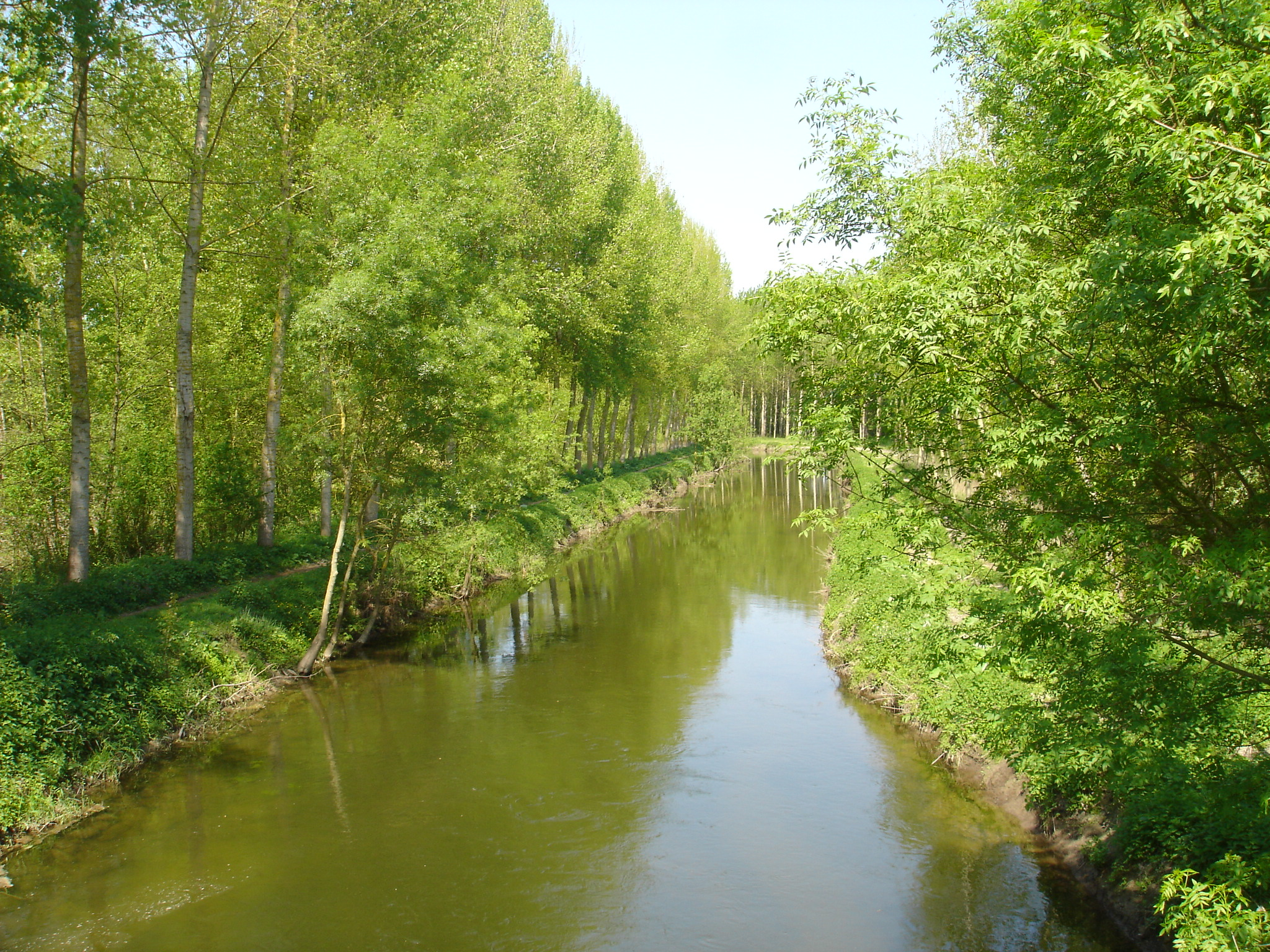
El Dive canalizado fue un competidor formidable para el Thouet

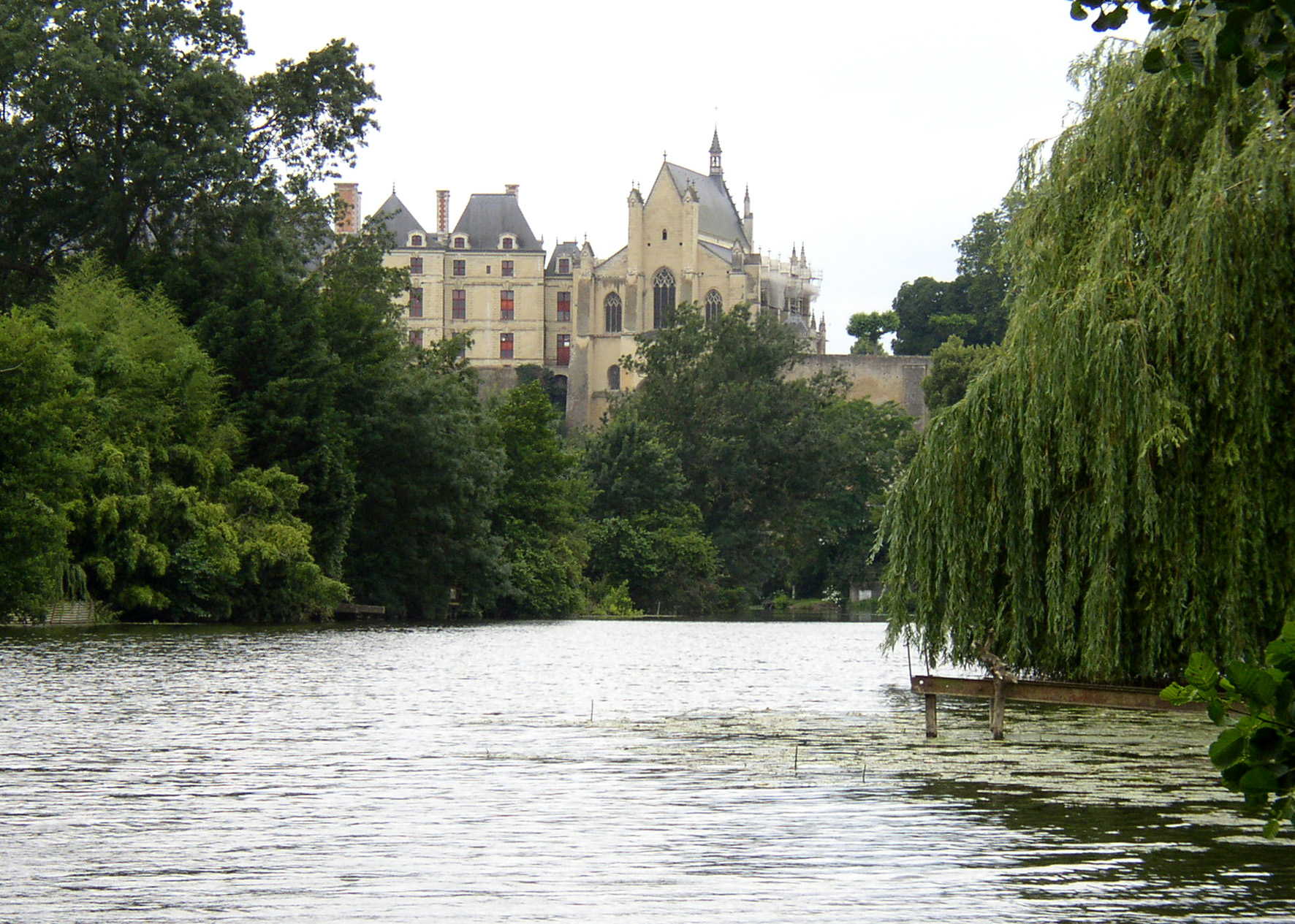
Castillo de los duques de La Trémoille y su capilla vistos desde el Thouet en Thouars.

Quien descubra este río pacífico en el cruce de un puente difícilmente imaginaría que anteriormente estaba cubierto con pesadas embarcaciones cargadas, en el descenso, principalmente de vinos, licores, cereales, tuffeau, y en el ascenso de carbones, pizarras, yesos y otros bienes.
Como en muchos ríos, es imposible determinar el período desde el cual los navíos mercantes comenzaron a circular en el Thouet. La primera mención de una navegación (o más bien de la posibilidad de tomar el curso del río) se remonta al año 1430 cuando los comerciantes reunidos en asamblea en Saumur presentaron el proyecto de hacer el curso de agua navegable en su parte angevina, es decir, entre su confluencia con el Loira y Montreuil-Bellay.. La navegabilidad del Thouet exigía la creación de tres puertas marineras en las calzadas de los molinos existentes aguas abajo de los puentes de Montreuil-Bellay para permitir el paso de las embarcaciones. Es posible que los barcos ya estuvieran transportando mercancías en el río antes de esa fecha, transfiriendo la carga, utilizando grúas, entre diferentes embarcaciones al pasar cada obstáculo. El rey Carlos VII autorizó el comienzo de las obras mediante lettres patentes y encontró una solución para su financiación autorizando a los señores de Montreuil-Bellay (la familia de Harcourt) a imponer un impuesto sobre el vino que transitaría en sus tierras. Los acondicionamientos se hicieron, sin saber la fecha exacta de la puesta en marcha, pero en 1435, se trató de las reparaciones que debían hacerse en los «portineaux au-dessus des grandes portes» [portineaux sobre las puertas grandes], lo que pueden ser interpretado como «pertuis en amont des portes marinières principales» [pertuis aguas arriba de las puertas marineras principales]. Esto sugiere que incluso en ese momento, ya existía un sistema arcaico de esclusas de aire: bassins à portes marinières (cuencas con adobos)..

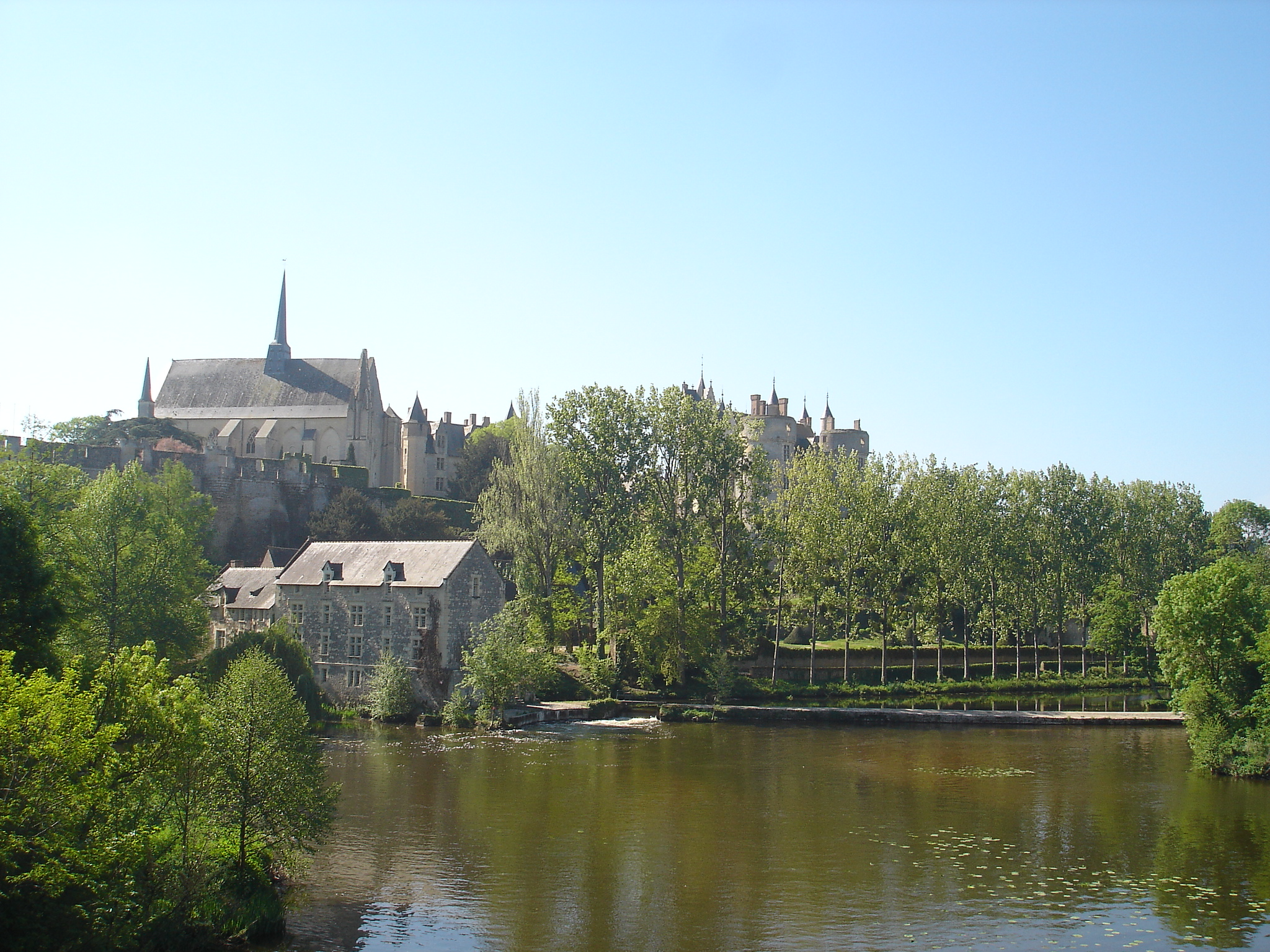
El «nouveau port» de Montreuil-Bellay estaba al pie de las murallas de la ciudad

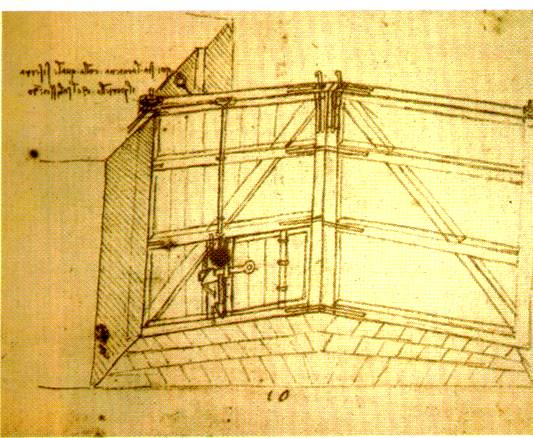
Dibujo de Leonardo da Vinci (puertas busquées y ventelles)(Códice Atlántico. f. 240r.-c)

En los siglos XV y XVI, un sistema de esclusas con una única puerta marinera (o tal vez dos a finales del siglo XVI, véase más arriba) permitió a los barcos franquear las calzadas de los molinos, pero esto no estaba exento de peligro porque podían zozobrar, impulsados por la poderosa corriente causada durante la apertura; además, en el caso de que la puerta fuera simple, esta apertura causaba una pérdida significativa de agua que llevaba a la interrupción de la actividad de las fábricas durante un período más o menos largo. En 1608, la presencia de tres estanques con puertas marineras (estanques cerrados por dos de estas últimas) está atestiguada, uno en el Salle, anteriormente Saint-Hilaire-le-Doyen, los otros dos en Rimodan y en Bron, comuna de Coudray-Macouard; este último es ahora el único accesible para el público. Sin embargo, en 1608, los especialistas no saben determinar si se trataba de crear nuevos estanques con puertas marineras (mientras que la técnica de bloqueo de la esclusa "moderna" estaba casi desarrollada) o de reparar las ya existentes.
Para facilitar las operaciones de carga y descarga de barcos, se estableció un puerto en Montreuil-Bellay en la orilla izquierda del Thouet a principios del siglo XVII, que tomó el nombre de Port Guibert. Fue trasladado a la orilla derecha en 1710 debido a la construcción de un nuevo puente sobre el río y estaba ubicado al pie de las murallas de la ciudad. Durante este período de dos siglos, los diversos acondicionamientos tuvieron que someterse a los caprichos del Thouet (inundaciones, crecidas) que obligaron a los señores de Montreuil-Bellay a realizar importantes reparaciones, aumentando los peajes como en 1662-1663 y en 1771. Un proyecto para hacer el río navegable hasta Thouars se propuso en 1746, pero sigue siendo letra muerta.
Durante la canalización del Dive en 1834, se construyeron en él y en el Thouet, aguas abajo de la confluencia, esclusas modernas con bajoyers rectilíneos y puertas busquées, en Saumoussay y en Saint-Hilaire-Saint-Florent especialmente en sustitución de los antiguos pertuis. Administrativamente, estas esclusas son parte del canal del Dive, mientras que para el geógrafo, el Dive es un afluente del Thouet. Una tercera esclusa moderna fue construida al mismo tiempo en el Thouet, pero aguas arriba de la confluencia del Dive, en una desviación en Lamotte, reemplazando el pertuis, que todavía es visible.
Pero era demasiado tarde porque el comercio fluvial pronto estaría condenado ante la competencia tanto las rutas carreteras, vueltas más carretables, y sobre todo de la llegada ferrocarril, que apareció en la región en 1874. El gabarit "Becquey" de la vía navegable se reveló insuficiente (esclusas de 32 m por 5,20 m con una calado de 1,60 m), 9 m en longitud y 0,60 m de clado menos que el gabarit Freycinet cuyo establecimiento, si se preveía, nunca se realizó. En 1905, los barcos solo regresaban a Saumoussay para cargar tuffeau, luego, el año 1920 vio el cese final de toda la actividad de envíos fluviales.
El notable estado de conservación de los tres estanques de puertas marineras hace de este río un extraordinario campo de investigación para los arqueólogos náuticos.

## Departamentos y comunas cruzados
- Deux-Sèvres: Le Beugnon, Secondigny, Azay-sur-Thouet, Parthenay, Saint-Loup-Lamairé, Airvault, Thouars, Saint-Martin-de-Sanzay.
- Maine-et-Loire: Montreuil-Bellay, Chacé, Artannes-sur-Thouet, Saumur.